# John Beattie (Ruderer)
John Beattie (* 9. April 1957 in London) ist ein ehemaliger britischer Ruderer, der 1980 eine olympische Bronzemedaille gewann und zweimal Weltmeisterschaftsdritter war.

## Karriere
John Beattie gewann bei den Junioren-Weltmeisterschaften 1975 die Silbermedaille im Vierer ohne Steuermann. Bei den Weltmeisterschaften 1977 belegte er zusammen mit Derek Bond, Ian McNuff und Martin Cross den zehnten Platz. Im Jahr darauf mit David Townsend für Derek Bond erkämpften die Briten die Bronzemedaille bei den Weltmeisterschaften 1978, es gewann der sowjetische Vierer ohne Steuermann vor dem Boot aus der DDR. In der gleichen Besetzung belegten die Briten auch bei den Weltmeisterschaften 1979 den dritten Platz, diesmal hinter den Booten aus der DDR und aus der CSSR. Die dritte Bronzemedaille in Folge erkämpften die vier Briten bei den Olympischen Spielen 1980 in Moskau hinter den Booten aus der DDR und aus der Sowjetunion. Nach einem zehnten Platz im Vierer ohne Steuermann bei den Weltmeisterschaften 1981 wechselte Beattie in den Achter und belegte den achten Platz bei den Weltmeisterschaften 1982. Im Jahr darauf erreichte Beattie das A-Finale im Vierer mit Steuermann bei den Weltmeisterschaften 1983. Für die olympische Ruderregatta 1984 bildete Beattie mit Richard Stanhope einen Zweier ohne Steuermann. Die beiden belegten den zwölften Platz.